# San Bernardo del Tuyú
San Bernardo del Tuyú är en ort i Argentina.   Den ligger i provinsen Buenos Aires, i den östra delen av landet, 280 km sydost om huvudstaden Buenos Aires. San Bernardo del Tuyú ligger 8 meter över havet och antalet invånare är 8 133.
Terrängen runt San Bernardo del Tuyú är mycket platt. Havet är nära San Bernardo del Tuyú österut. Närmaste större samhälle är Santa Teresita, 17,4 km norr om San Bernardo del Tuyú.
Runt San Bernardo del Tuyú är det i huvudsak tätbebyggt.